# Marattiaceae
Marattiaceae je porodica paprati, jedina u redu Marattiales. Tipični rod Marattia dao je svoje ime i porodici i redu. U tropskim močvarama kasnog paleozoika rasle su vrste iz roda Crenulopteris, nekad nazivan Lobatopteris.
Među današnjim vrstama porodice Marattiaceae postoji 6 rodova s preko 150 vrsta, od kojih se jedna vodi kao invazivna, to je Angiopteris evecta s Malajskog poluotoka i jugoistočne Azije i nekih otoka Oceanije, a koja je uvezena na havaje i Jamajku, i jedna kao kritično ugrožena, Ptisana purpurascens s otoka Ascension.

## Opis
Poznate kao “divovske paprati”, red Marattiales obuhvaća jednu postojeću porodicu sa šest rodova i oko 150 vrsta velikih tropskih i suptropskih paprati sa čvrstim uspravnim stabljikama. Listovi mogu biti vrlo veliki, neki dosežu 4,5 metara (15 stopa) ili više u duljinu. Marattiaceae se općenito smatra jednom od najprimitivnijih porodica paprati koje još uvijek žive.

## Rodovi i broj vrsta
1. Angiopteris Hoffm., 1796, 52
2. Christensenia Maxon, 1905, 2
3. Danaea Sm., 1793, 79
4. Eupodium J. Sm., 1841, 4
5. Marattia Sw., 1788, 6
6. Ptisana Murdock, 2008, 35
7. †Crenulopteris Wittry et al.